# Sasia
Sasia es un género de aves piciformes perteneciente a la familia Picidae. Sus miembros se caracterizan por su pequeño tamaño y tener la cola muy corta, y viven en África y Asia.

## Especies
El género contiene tres especies:
- Sasia africana - carpinterito africano;
- Sasia abnormis - carpinterito malayo;
- Sasia ochracea - carpinterito cejiblanco.